# Tikbalang

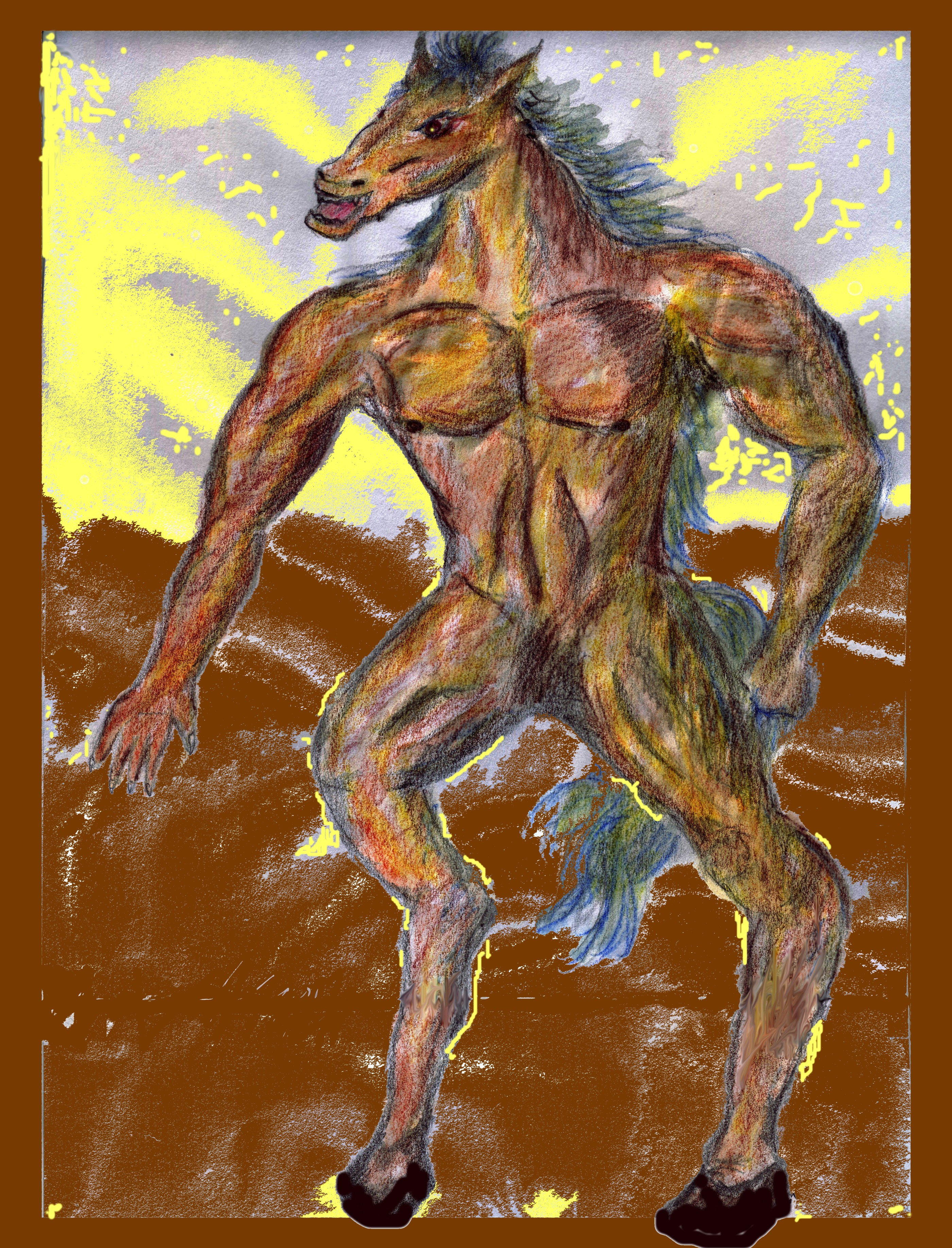
Una immaginaria rappresentazione del Tikbalang

Il tikbalang, detto anche tigbalang, tigbalan o tikbalan, è una leggendaria creatura dalle sembianze equine della mitologia filippina che si nasconderebbe tra le montagne e le foreste delle Filippine. Sotto alcuni aspetti simile ad un centauro, esso è generalmente descritto come una creatura umanoide alta, ossuta e con arti sproporzionatamente lunghi, a tal punto che le sue ginocchia superano d'altezza la testa quando si accovaccia. Ha la testa e le zampe di un animale, più comunemente di un cavallo. Secondo altre credenze filippine, si tratterebbe della trasformazione di un feto abortito mandato sulla terra dalle profondità del limbo.

## Tradizioni
Nella tradizione filippina, si dice che i tikbalang spaventino i viaggiatori e li portino fuori strada, soprattutto quando si trovano in ambienti come boschi o paludi. Tali creature si prenderebbero gioco del viaggiatore, a tal punto da farlo ritornare ad un percorso arbitrario, a prescindere da quale direzione scelga o quanto lontano vada. Si presume che questo senso di smarrimento venga neutralizzato quando si indossa un indumento al contrario. Un'altra contromisura sarebbe quella di chiedere ad alta voce il permesso di passare tra gli alberi, oppure di non produrre troppo rumore durante il percorso, al fine di non disturbare la tranquillità di queste creature.
Una superstizione popolare nella provincia di Rizal sarebbe quella che i tikbalang siano custodi benevoli dei regni elementali. Solitamente, tali creature si troverebbero ai piedi di alti e possenti alberi, guardandosi intorno da chiunque cerchi di portare male o sventura nel territorio da essi difeso.
Secondo la mitologia locale, i tikbalang possono mutare in forma umana oppure divenire invisibili agli occhi dell'uomo. Sono considerate figure alle quali piace portare i viaggiatori fuori strada.
I tikbalang sono generalmente associati ad aree buie, scarsamente popolate ed invase di fogliame, con la mitologia che identifica la loro dimora in ponti, piante di banana o bambuseae, oppure tra le cime di alberi di Kalumpang (sterculia) o Balite (ficus benghalensis).